# Русская эмиграция четвёртой волны
Ру́сская эмигра́ция четвёртой волны́ — эмиграция из России и постсоветских стран, начавшаяся после распада Советского Союза в 1991 году и постепенно затухавшая вплоть до начала 2000-х годов.

## Причины
20 мая 1991 года в Советском Союзе отменили выездные визы, стало можно ездить за границу. До этого больше 70 лет граждане СССР не могли свободно выезжать за границу (подробнее чит. выездные и невыездные).
На протяжении 1990-х годов эмиграция носила в основном экономический характер. В ней также был особенно силён этнический элемент: например, этнические немцы в массовом порядке выезжали в Германию, евреи — в Израиль, греки — в Грецию.
В 2000-е годы поток эмиграции постепенно шёл на убыль, однако затем, с начала 2010-х годов, возникли новые всплески политической и экономической эмиграции, связанные с ужесточением политического режима в России и застойными явлениями в экономике страны, и постепенно переросшие в новую пятую волну эмиграции, получившую неофициальное название «путинской».

## В культуре

### Кинематограф
- «Окно в Париж» (Россия, 1993).
- «Американская дочь» (Россия, 1995).
- «Хочу в тюрьму» (Россия, 1998).
- «Последнее пристанище» (Великобритания, 2000).
- «Дальний свет» (Германия, 2008).

### Музыка
- Крупский Сотоварищи — «Я остаюсь» (1997).
- Игорь Тальков — «Солнце уходит на Запад…» (1991).